# Prince Saud bin Jalawi Stadium
Das Prince Saud bin Jalawi Stadium ist ein Fußballstadion mit Leichtathletikanlage in der saudi-arabischen Stadt Khobar, Provinz asch-Scharqiyya, im Osten des Landes. Es ist Teil des Prince Saud Bin Jalawi Sports City. Das gesamte Gelände hat eine Fläche von 100.000 m². Des Weiteren bieten sich u. a. ein Sportbad, eine Tennisanlage, ein Verwaltungsgebäude, ein V.I.P.-Lounge, eine Moschee, eine Sporthalle und eine Squashhalle. Das Stadion wurde 1982 eröffnet und ist die Heimspielstätte des Fußballvereins al-Qadisiyah. Das Fußballstadion bietet 20.100 Zuschauern Platz. Neben der teilweise überdachten Haupttribüne verfügt es über eine Gegentribüne unter freiem Himmel. In den beiden freien Kurven ist je eine elektronische Anzeigetafel aufgestellt.
Es gibt Pläne für einen Umbau in ein reines Fußballstadion ohne Leichtathletikanlage. Es sind vier doppelstöckige, überdachte Ränge geplant. Die Innenräume werden erneuert. In den Stadionecken sind Videoanzeigetafeln vorgesehen. Das Stadion mit 22.000 Plätzen ist als einer von zwei Ersatzspielorte für die Fußball-Asienmeisterschaft 2027 eingeplant. Der Entwurf stammt von Populous.